# Fondo comune di investimento
Il fondo comune di investimento è un istituto di intermediazione finanziaria definito come "l'Oicr del risparmio costituito in forma di patrimonio autonomo, suddiviso in quote, istituito e gestito da un gestore" dal Testo unico della finanza nella legislazione italiana; non è suddiviso in sottotipi.
L'analogo nell'ordinamento statunitense si chiama mutual fund e investe solo in azioni e obbligazioni a differenza di altri fondi (ad esempio i fondi speculativi).

## Caratteristiche
I fondi comuni di investimento rientrano tra gli organismi di investimento collettivo del risparmio e raccolgono denaro di risparmiatori che ne affidano la gestione a società di gestione del risparmio (SGR), con personalità giuridica e capitale distinte da quelli del fondo, allo scopo d'investire i capitali sul mercato mobiliare col criterio primario della diversificazione dell'investimento, riducendo quindi il rischio rispetto ad un unico investimento, ad esempio azioni di una singola società in un singolo settore.
Una banca depositaria custodisce materialmente i titoli del fondo e ne tiene in cassa le disponibilità liquide. Le banche hanno inoltre un ruolo di controllo sulla legittimità delle attività del fondo sulla base di quanto prescritto dalle norme della Banca d'Italia e dal regolamento del fondo stesso.
I fondi comuni, in quanto valutati da professionisti del settore, facilitano i piccoli investitori nel sottoscrivere investimenti aderenti al proprio profilo finanziario di propensione al rischio e attesa di un rendimento. Inoltre, attraverso i piani di accumulo, avvicinano al mercato anche chi dispone di capitali minori. In relazione agli obiettivi finanziari, al rischio e al rendimento atteso, il risparmiatore può scegliere tra diversi tipi di fondi: bilanciati, obbligazionari, azionari, di liquidità e flessibili. Esistono poi i fondi etici, che possono appartenere ad una qualunque delle categorie sopra enunciate.
In Italia sono stati istituiti con la legge 23 marzo 1983, n. 77.

## Costituzione e funzionamento
Raccolto il denaro presso i sottoscrittori i fondi comuni investono in valori mobiliari che costituiscono il patrimonio indiviso del fondo, di cui ogni risparmiatore detiene un certo numero di quote (la quota è la frazione di patrimonio unitaria del fondo di investimento ed ha un valore che cambia nel tempo in relazione all'andamento dei titoli nei quali il fondo investe).
Indipendentemente dal tipo di fondo, tutti i partecipanti hanno gli stessi diritti: i guadagni o le perdite, dal momento che il fondo non garantisce un rendimento certo (fatti salvi alcuni tipi di prodotti), sono in proporzione a quanto investito, o meglio, in proporzione al numero di quote in possesso.
Nel 2020, più dell'80% dei fondi comuni di investimento statunitensi a gestione attiva ha reso meno dello S&P 500 e degli indici azionari in genere. Secondo lo S&P Indices Versus Active Funds (SPIVA), al giugno 2022 il 90% dei più grandi fondi a gestione attiva statunitensi (contro il 27.5% di quelli medio-piccoli) ha sottoperformato l'indice azionario di riferimento nell'orizzonte temporale di un anno.

## Classificazione
I fondi comuni di investimento possono essere classificati sulla base di molti parametri.
Una prima distinzione riguarda la modalità di distribuzione dei profitti:
- fondi a distribuzione dei proventi, in cui le eventuali plusvalenze realizzate in un arco temporale predefinito possono essere accreditate - in parte o interamente - sul conto corrente del risparmiatore sotto forma di cedola semestrale o annuale;
- fondi ad accumulazione dei proventi, in cui i guadagni rimangono all'interno del fondo e il sottoscrittore li realizza (cioè li trasforma in denaro contante) al momento della vendita delle quote.

Un'ulteriore distinzione, individuata dal Regolamento del Ministero del Tesoro (D.M. 228/1999), deve essere fatta tra fondi chiusi e fondi aperti:
- fondi chiusi: prevedono il rimborso (da parte della SGR che lo ha istituito) delle quote sottoscritte solo in periodi determinati. Sono caratterizzati da un numero di quote predeterminato ed invariabile nel tempo. Per garantire la possibilità di liquidare l'investimento, per i fondi chiusi la legge prevede l'obbligo di quotazione sul mercato entro un intervallo massimo di tempo dalla chiusura del collocamento; tale intervallo, inizialmente 24 mesi, ha subito successive modifiche normative che lo hanno portato a 12 mesi. Chi vuole liquidare il proprio investimento lo può quindi fare esclusivamente vendendo le quote sul mercato;
- fondi aperti: sono caratterizzati dalla variabilità del patrimonio (che può quindi di giorno in giorno aumentare o diminuire in funzione delle nuove sottoscrizioni o delle domande di rimborso delle quote in circolazione) e rappresentano la forma più diffusa di fondo.

I fondi aperti vengono suddivisi, da un punto di vista giuridico, in:
- fondi di diritto italiano armonizzati UE: gestiti da società italiane con sede legale in Italia e sottoposti alle direttive comunitarie n. 611/85 e 220/88 (recepite nell'ordinamento italiano con il Decreto Legislativo n. 83/92). La legge comunitaria prescrive una serie di vincoli sugli investimenti con l'obiettivo di contenere i rischi e salvaguardare i sottoscrittori, ad esempio:
  - non possono investire più del 10% del patrimonio in strumenti finanziari di un singolo emittente, in altri fondi, prodotti derivati o titoli non quotati nei mercati regolamentati;
  - non possono investire in strumenti derivati per la copertura dei rischi, per un ammontare totale che ecceda il valore netto del fondo;
- fondi di diritto italiano non armonizzati UE: istituiti col provvedimento della Banca d'Italia del 20 settembre 1999 e caratterizzati da una maggiore libertà di investimento del patrimonio raccolto - ad essi infatti non vengono applicati i vincoli e le limitazioni previste dalla legge comunitaria per i fondi armonizzati. Di questo tipo sono i fondi speculativi e i fondi di fondi.

## Alcuni tipi
Di seguito sono esposte le principali caratteristiche di alcuni tipi di fondo comune, particolarmente rilevanti per la loro diffusione tra i risparmiatori.

### I fondi speculativi (hedge fund)
I fondi speculativi sono prodotti simili nella struttura ai fondi comuni di investimento. Rispetto a questi ultimi, si differenziano per la strategia di gestione adottata e per il numero di strumenti e tecniche a disposizione dei gestori.
Si distinguono dai fondi comuni tradizionali per i seguenti elementi:
- personalità giuridica: i fondi speculativi sui mercati internazionali assumono in linea di massima la struttura di fondi di investimento privati, nella forma, a seconda della sede legale, di partenariato a responsabilità limitata (tipica dei fondi statunitensi), società per azioni, fiduciaria, fondo comune;
- limitazione all'ingresso: la partecipazione al fondo è in genere riservata a investitori istituzionali, qualificati, o risparmiatori con disponibilità patrimoniali consistenti. Inizialmente, la soglia d'ingresso era stata stabilita in 1.000.000 di euro, in seguito ridotta a 500.000. Non vi è più un numero massimo previsto di partecipanti (in Italia erano al massimo 200 per fondo);
- limitazione all'uscita: la particolarità delle tecniche di gestione utilizzate determina la necessità di mantenere stabile il patrimonio impiegato, spesso quindi i fondi speculativi prevedono dei periodi di immobilizzo pari anche ad un anno e oltre. In aggiunta a questo occorre precisare che molti fondi speculativi forniscono una valorizzazione solo a livello mensile;
- strategie di investimento: i fondi speculativi sono caratterizzati da una maggiore libertà nella scelta delle strategie di investimento da adottare. Ad esempio possono utilizzare:
  - la leva finanziaria: il controvalore degli strumenti finanziari detenuti in portafoglio può essere superiore al patrimonio effettivamente disponibile, utilizzando l'indebitamento o l'investimento in strumenti derivati;
  - l'arbitraggio: la compravendita simultanea di titoli collegati per trarre vantaggio da una discrepanza di prezzi;
  - vendite allo scoperto: operazioni effettuate con titoli non posseduti, finalizzate a conseguire profitti o a coprirsi contro i ribassi del mercato. In pratica, la scommessa del gestore è che, dopo aver venduto i titoli, questi perdano valore. In questo modo, quando per concludere l'operazione dovrà riacquistarli, lo farà ad un prezzo inferiore, incassando quindi una plusvalenza.

### I fondi di fondi
Sono fondi comuni il cui portafoglio è costituito non da titoli, ma da quote di altri fondi. La diversificazione è la caratteristica principale dei fondi di questo tipo, la cui gestione è incentrata sulla scelta dei fondi da inserire in portafoglio (di solito 25-30). Potendo investire anche in quote di fondi speculativi, i fondi di fondi costituiscono per il piccolo risparmiatore un accesso diretto a questi ultimi, spesso loro preclusi a causa dell'elevata soglia di patrimonio in entrata.

### I fondi d'investimento indicizzati
I fondi indicizzati sono fondi caratterizzati da una gestione sostanzialmente passiva, cioè una strategia di gestione che ha come unico obiettivo replicare la performance del mercato, senza cercare di ottenere un extrarendimento.
Il vantaggio principale che offrono è il contenimento dei costi, che possono essere anche molto inferiori a quelli legati alla detenzione dei fondi cosiddetti "attivi". Tale differenza è dovuta ai minori costi di gestione.
I fondi indicizzati vengono gestiti replicando la composizione dell'indice del mercato scelto (ad esempio un fondo indicizzato sul mercato americano può replicare l'andamento dell'indice Dow Jones Industrial Average, etc.). L'indicizzazione può essere effettuata detenendo in portafoglio tutte le attività finanziarie appartenenti all'indice nella stessa proporzione (effettuando dunque movimenti solo quando vengono aggiunti o eliminati titoli dall'indice), oppure replicando l'indice con un numero inferiore di titoli, utilizzando particolari tecniche di selezione del portafoglio per scegliere i titoli più appropriati.

### Gli ETF (Exchange Traded Fund)
Gli ETF sono fondi indicizzati (index fund) quotati sui mercati regolamentari, in Italia sull'ETFplus, operativo da aprile 2007, negli Stati Uniti sull'AMEX.
Dal punto di vista finanziario possono essere interpretati o come titoli azionari o come fondi comuni, a seconda che se ne vogliano enfatizzare le caratteristiche di titolo finanziario acquistato dall'investitore o di prodotto venduto.
La storia degli ETF risale alla metà degli anni ottanta, quando il mercato americano AMEX (American Stock Exchange) stava cercando di sopravvivere ad un ambiente competitivo a causa della presenza di mercati come il Nyse e il NASDAQ. L'inizio fu contrastato e incontrò poco seguito da parte dei risparmiatori. Con il tempo la situazione è cambiata e il prodotto sta diventando sempre più popolare, anche a causa di un mutato atteggiamento degli investitori verso la gestione passiva della ricchezza.
I principali vantaggi per gli investitori sono:
- costi minori rispetto ai fondi indicizzati non quotati (in genere, i caricamenti di gestione annui oscillano tra 0,3% e 0,8%);
- possibilità di essere negoziati durante tutta la giornata di contrattazione come un normale titolo azionario.

### Fondi Pensione
I fondi pensione, nell'ordinamento giuridico italiano, sono gli strumenti tecnici (appartenenti al cosiddetto sistema pensionistico privato in Italia) individuati dal legislatore al fine di garantire ai lavoratori una pensione complementare, da affiancare a quella che spetterebbe ai sensi di legge erogata dagli enti previdenziali obbligatori, detta invece previdenza di primo pilastro.

### Fondi immobiliari
I fondi immobiliari sono fondi comuni di investimento, costituiti in forma chiusa, che possono investire il loro patrimonio in specifici beni, in prevalenza a carattere immobiliare. Rilevano, in proposito, le analisi del processo di finanziarizzazione degli investimenti immobiliari (cfr. Lemma, 2006), che hanno affrontato in particolare la problematica relativa alla regolazione delle gestioni collettive del risparmio che operano in tale specifico settore. Nel riferimento alle dinamiche finanziarie di inizio millennio si evidenzia il crescente interesse dei risparmiatori per questo tipo di investimenti; donde la significativa incidenza di detta forma di impieghi sugli assetti dei mercati di capitale, che risultano sempre più legati ad elementi di natura reale. L'esame della normativa speciale (primaria e secondaria) fa da presupposto ad un'indagine incentrata sull'identificazione di linee disciplinari volte ad assecondare il processo sopra delineato. Si dà, quindi, ampio spazio all'affermazione di tecniche procedimentali idonee a definire una struttura organizzativa ed un programma di attività preordinati a garantire una gestione professionale degli attivi patrimoniali. In tale contesto, la ricerca ascrive peculiare rilievo all'intervento di autodeterminazione rimesso alla SGR ed ai partecipanti ai fondi immobiliari: la prima chiamata a definire ed attuare i criteri guida della gestione ed i secondi ad esercitare le verifiche necessarie per l'ordinato funzionamento delle forme operative in questione. Si perviene, pertanto, alla conclusione che i fondi di cui trattasi assolvono a funzioni di stabilità, in seno al mercato finanziario, e di sviluppo, con riguardo a quello immobiliare.

## La classificazione Assogestioni
Assogestioni, l'associazione di categoria delle Società di Gestione, ha elaborato una specifica classificazione con l'obiettivo di rendere trasparenti le caratteristiche principali del fondo e i principali fattori che impattano sulla rischiosità.
Il sistema di classificazione dei fondi di diritto italiano in vigore dal 1º luglio 2003 prevede 42 categorie e cinque macro categorie. Ogni macro categoria è caratterizzata da una percentuale minima e massima di investimento azionario. Inoltre, sono state definite le seguenti regole:
- i fondi di liquidità e i fondi obbligazionari non possono investire in azioni (con l'eccezione dei fondi obbligazionari misti che possono investire da 0% al 20% del portafoglio in azioni);
- i fondi bilanciati investono in azioni per importi che vanno dal 10% al 90% del portafoglio;
- i fondi azionari investono almeno il 70% del proprio portafoglio in azioni;
- i fondi flessibili non hanno vincoli di asset allocation azionaria, cioè possono decidere di investire in azioni dallo 0% al 100%.

## Chi gestisce i fondi
I fondi comuni sono gestiti dalle società di gestione del risparmio (SGR), che si occupano della promozione, istituzione e gestione di fondi comuni di investimento.
Le SGR fanno solitamente parte di un gruppo bancario o assicurativo e devono avere per legge la forma giuridica di Società per azioni e capitale sociale superiore a 1 milione di Euro. Le SGR hanno inoltre, nei confronti degli investitori, l'obbligo di operare con diligenza, correttezza e trasparenza, riducendo il rischio di conflitti di interesse.
Rispetto alla gestione del risparmio "fai-da-te", l'obiettivo della Società di Gestione è quello di costruire portafogli per i fondi utilizzando specifiche leve gestionali:
- Definizione dell'asset allocation strategica, cioè ripartizione del patrimonio fra diversi tipi di titoli, aree geografiche e settori merceologici sulla base dei rendimenti attesi, del rischio e delle correlazioni tra le diverse asset class. Questa attività è vincolata dal regolamento del fondo: un fondo azionario Italia non potrà scegliere di puntare sul mercato americano, anche se il gestore ritiene che possa avere buone prospettive di crescita;
- Definizione dell'asset allocation tattica: si tratta di aggiustamenti dell'asset allocation strategica di breve periodo, dettati da esigenze di mercato;
- stock picking: scelta dei titoli, all'interno delle diverse aree di investimento, da acquistare o vendere, sulla base dell'analisi fondamentale e dell'analisi tecnica. Nel caso dei fondi specializzati, è questa l'attività determinante ai fini della performance;
- market timing: scelta del momento migliore per l'acquisto o la vendita dei titoli, cercando di anticipare i cambiamenti e di modificare il peso del portafoglio complessivamente destinato ad un certo mercato, in modo da ridurlo prima della diminuzione dei prezzi ed aumentarlo prima della loro crescita.

## Altri soggetti con ruolo rilevante
- la banca depositaria, l'intermediario che materialmente custodisce titoli e il denaro del fondo e, di conseguenza, dei risparmiatori. La banca depositaria, inoltre, verifica la legittimità delle operazioni disposte dalla SGR;
- il collocatore, cioè il soggetto che si occupa di "vendere" le quote del fondo presso i risparmiatori, solitamente una Banca o una Società di Intermediazione Mobiliare (SIM).

## Vigilanza
La vigilanza sulle SGR è esercitata da:
- la CONSOB (Commissione nazionale per le società e la Borsa) che vigila sulla correttezza dell'operato della SGR e dei soggetti incaricati del collocamento. Alla Consob, inoltre, è demandato il compito dell'approvazione dei "prospetti informativi" che devono essere consegnati ai risparmiatori interessati a sottoscrivere un fondo;
- la Banca d'Italia, che autorizza, sentita la Consob, l'attività alle SGR; approva il "Regolamento di Gestione dei fondi comuni" e vigila sull'operato delle Banche depositarie.

## Documentazione del fondo
Il "prospetto informativo" è il documento che la Società di Gestione deve obbligatoriamente redigere e consegnare a chi intende sottoscrivere un fondo. L'uniformità di struttura che la Consob prevede per la redazione di questa modulistica da parte delle Società di Gestione rende agevole il confronto fra i diversi prodotti presenti sul mercato.
Il prospetto si compone di:
- una "parte prima", che fornisce sintetiche informazioni sulla natura giuridica del fondo e sulle funzioni della banca depositaria e dei soggetti collocatori, i dati relativi alle caratteristiche del fondo e alle modalità di partecipazione. Vengono descritti, ad esempio: l'obiettivo d'investimento, la strategia di gestione, i rischi associati all'investimento, i costi, il benchmark, le modalità di sottoscrizione e rimborso, l'informativa sul regime fiscale;
- una "parte seconda", che presenta il confronto tra i rendimenti storici del fondo e del benchmark su diversi periodi;
- una "parte terza", ovvero il modulo di sottoscrizione.

Il Regolamento del fondo è un documento redatto autonomamente dalla SGR che definisce i rapporti tra i partecipanti al fondo e le sue controparti. In pratica è il documento in cui vengono fissati concretamente i contorni dell'attività di gestione e definiti gli spazi operativi a disposizione del gestore per le scelte d'investimento.
Alcune delle informazioni detenute nel Regolamento sono:
- le modalità di partecipazione al fondo, e i destinatari delle quote;
- gli organi competenti per la scelta degli investimenti;
- il tipo di strumenti finanziari e di altri valori in cui è possibile investire il patrimonio del fondo;
- i criteri relativi alla determinazione dei proventi e dei risultati della gestione;
- le spese a carico del fondo e quelle a carico della SGR;
- le modalità di pubblicità del valore delle quote.

## Ilbenchmark
Il benchmark è un parametro oggettivo di riferimento con cui confrontare l'andamento del fondo comune e valutare il profilo di rischio. È costituito da uno o più indici di mercato, elaborati da soggetti terzi, che sintetizzano l'andamento dei mercati in cui investe il fondo.
I fondi comuni di diritto italiano hanno l'obbligo di indicare il benchmark su tutta la documentazione rivolta al pubblico (prospetto informativo, rendiconto e pubblicità) e di metterlo a confronto con l'andamento del fondo.
Il requisito essenziale che un parametro oggettivo di riferimento deve avere, secondo il regolamento Consob 10973/1997 sulla prestazione dei servizi d'investimento e dei servizi accessori, è la sua coerenza con il rischio sottostante la gestione del fondo con il quale si vuole operare il confronto.
Gli altri requisiti necessari sono:
- la trasparenza, che consiste nella chiarezza delle regole di calcolo utilizzate per la costruzione del benchmark. Questo significa che le formule matematiche usate dalla società di gestione devono essere semplici e comunicate in maniera chiara ai risparmiatori;
- la rappresentatività, che implica che la composizione del benchmark debba essere coerente con quella del patrimonio del fondo;
- la replicabilità, ossia deve essere composto da attività finanziarie che il risparmiatore può, almeno in linea teorica, acquistare direttamente sul mercato.

## Quanto costa
L'investimento in fondi non è un servizio esente da spese, ma richiede il pagamento di alcuni costi quale retribuzione dei diversi livelli dell'investimento.
Tali costi possono essere divisi in due principali categorie: commissioni una tantum e commissioni ricorrenti. Le commissioni una tantum rientrano nelle scelte gestionali della Sgr, in quanto, contrariamente a quelle ricorrenti, non tutti i fondi le prevedono. Le cifre dei rendimenti pubblicate sono al netto delle commissioni ricorrenti, ma non incorporano le commissioni una tantum.
1. Commissioni una tantum: Sono usualmente applicate in sede di acquisto o di vendita di un fondo. Si tratta di un costo ammortizzabile nel corso degli anni, la cui incidenza pertanto decresce con la permanenza nel fondo.

Le commissioni di sottoscrizione, solitamente previste in alternativa a quelle di vendita, costituiscono la remunerazione della rete di vendita. Sono calcolate come percentuale dell'investimento iniziale secondo un sistema a scaglioni che prevede percentuali più basse per versamenti più elevati e viceversa. I fondi che non le prevedono si definiscono "no load".
La commissione una tantum più frequentemente applicata è la commissione di vendita, da preferire a quella di sottoscrizione sia perché si paga in un tempo successivo, sia perché viene spesso applicata con un sistema a tunnel: la commissione decresce fino ad annullarsi in funzione della permanenza nel fondo. I fondi che non prevedono costi né di entrata, né di uscita, vengono definiti "no load puri".
Anche i trasferimenti di quote da un fondo a un altro della stessa società, i cosiddetti switch, implicano nella maggior parte dei casi, il pagamento di una commissione che può essere fissa o espressa come percentuale del capitale trasferito.
1. Commissioni ricorrenti: Le commissioni ricorrenti sono previste da tutti i fondi quale remunerazione dei diversi livelli di operatività di un fondo. Sono costi periodici che incidono direttamente sul risultato.
2. Commissioni di gestione: Sono quelle che retribuiscono la società di gestione per la sua attività di gestione e amministrazione del fondo. Variabili da fondo a fondo, esse vengono decurtate direttamente dal patrimonio del fondo.
3. Commissioni di incentivo: Si è ormai diffusa la prassi di prevedere, accanto alle commissione di gestione, una commissione detta di incentivo o performance, che spetta alla società di gestione nel caso in cui questa raggiunga rendimenti superiori a un parametro prestabilito. È dunque un premio che il sottoscrittore corrisponde al gestore calcolato sul rendimento differenziale del fondo rispetto all'indice di riferimento, ovvero al benchmark seguito dal fondo. Si tratta, tuttavia, di una prassi non esente da critiche e problemi, soprattutto per quanto riguarda la scelta del parametro di riferimento, spesso troppo facile da battere o poco significativo. Anche la contabilizzazione crea qualche perplessità: in particolare ci si chiede se anche in caso di perdite pregresse il gestore abbia comunque diritto al premio o se, al contrario, sia tenuto a recuperarle.
4. L'expense ratio (indice di spesa): La maggior parte dei costi operativi legati alla gestione dei fondi è espressa con un indicatore, noto come Expense Ratio e specificato nel prospetto informativo. Esso è dato dal rapporto tra il totale degli oneri posti a carico del fondo ed il patrimonio medio dello stesso. Se per esempio il fondo ABC ha asset per 200 milioni di euro e ha costi per 4 milioni di euro, esso presenterà un Expense Ratio del 2%. Nel calcolo dell'Expense Ratio rientrano diverse voci di spesa, la maggiore delle quali è la commissione di gestione, cui seguono le spese amministrative che coprono i costi sostenuti per spedire i prospetti e i report annuali.
5. Costi di Brokeraggio: Sono i costi che un fondo sostiene per le transazioni di acquisto e vendita dei titoli. Non sono inclusi nell'Expense Ratio, ma elencati separatamente nel report annuale.

Vi sono poi delle spese difficili da rilevare. Il costo di alcune transazioni, per esempio, è incluso nel prezzo del titolo. È un costo di trading, ma le società di gestione non lo riportano.

## Valutazione tecnica dei fondi comuni
Prima di procedere all'acquisto della partecipazione a un fondo comune è possibile fare delle valutazioni; in particolare, il primo elemento da prendere in esame è l'indice di Sharpe che esprime il rendimento di un portafoglio titoli, al netto del rendimento non rischioso (free risk) che è normalmente il tasso d'interesse di prestiti statali ad altissimo rating, in rapporto al rischio del portafoglio stesso. In pratica viene indicato un rendimento percentuale per ogni unità di rischio dell'investimento scelto.
La formula matematica è la seguente:
{\displaystyle indice\ di\ Sharpe={\frac {rendimento\ fondo-rendimento\ free\ risk}{deviazione\ standard}}}
L'indice consente di confrontare investimenti con rendimenti e volatilità differenti, per cui maggiore è l'indice di Sharpe, migliore sarà il risultato per l'investitore, misurato in termini di rendimento ponderato per il rischio.
Ad esempio, può essere utile scegliere tra un investimento che ha un rendimento del 18% ed una volatilità del 10% e un altro investimento che ha un rendimento del 12%, ma una volatilità del 6%; in questo caso si ottiene:
{\displaystyle IS_{1}={18-6 \over {10}}=1,2}
{\displaystyle IS_{2}={12-6 \over 6}=1}
Per cui il primo investimento è preferibile al secondo.
È possibile identificare un criterio di scelta tra investimenti:
1. a parità di rischio, si sceglie l'investimento che rende di più;
2. a parità di rendimento, si sceglie l'investimento meno rischioso;
3. negli altri casi si utilizza l'indice di Sharpe, ricordando che a rischi maggiori corrispondono rendimenti maggiori.

Tuttavia l'indice di Sharpe non tiene conto della propensione al rischio dell'individuo, che deve integrare l'analisi di Sharpe con altre considerazioni.
Si ipotizzi un tasso esente da rischio pari al 4%, e tre investimenti con le seguenti caratteristiche:
investimento A: rendimento 22%, volatilità 15%;
investimento B: rendimento 16%, volatilità 10%;
investimento C: rendimento 10%, volatilità 5%.
Qual è il migliore?
La tabella seguente evidenzia come l'indice di Sharpe sia lo stesso per i tre investimenti che è pari a 1,2, facendo emergere peraltro considerazioni interessanti.
Investimento	 A	B	C
Rendimento	 22%	16%	10%
Volatilità	 15%	10%	5%
Indice di Sharpe 1,2	1,2	1,2
Media –2dev	 -8%	-4%	0%
Media +2dev	 52%	36%	20%
L'investimento A è molto volatile ed il rendimento sarà nel 95% dei casi compreso tra il – 8% ed il 52%: possiamo aspettarci di tutto!
L'investimento B ha una volatilità più contenuta: il rendimento, nel 95% dei casi, sarà compreso tra il – 4% ed il 36%: l'incertezza, nel bene e nel male, è sempre molto elevata.
Infine, l'investimento C è più conservativo: il rendimento, nel 95% dei casi, sarà compreso tra lo zero ed il 20%: non dovremmo quasi mai perdere dei soldi, ma i potenziali profitti sono più contenuti!
Conclusione operativa: integrate l'analisi dell'indice di Sharpe con considerazioni sulla volatilità dell'investimento, perché nei casi peggiori le sorprese possono essere estremamente spiacevoli, ricordandosi la regola d'oro dei mercati finanziari: maggiori rendimenti si ottengono assumendosi rischi maggiori (anche a parità di Indice di Sharpe).
Oltre a tale indice vi sono due parametri statistici, tra i più importanti nell'analisi dei fondi comuni, i coefficienti Alfa e Beta. Questi sono semplicemente l'intercetta con l'asse delle Y ed il coefficiente angolare d'una retta stimata col metodo della regressione lineare calcolata col metodo dei minimi quadrati su due serie storiche: i rendimenti periodici del fondo (Y) e quelli corrispondenti del mercato di riferimento (X).
Beta, in sostanza, misura il rischio di mercato d'un fondo e la sua elasticità (cioè reattività) rispetto ai movimenti del mercato. Si esprime come numero.
Alfa, invece, è una misura di extraperformance del fondo rispetto al suo rischio Beta; un Alfa positivo indica più genericamente la capacità del gestore di selezionare i titoli sottovalutati che tendono a rivalutarsi rispetto all'indici di mercato indipendentemente dall'andamento di questi ultimi od una sua particolare capacità di fare efficacemente market timing. Si esprime come percentuale di rendimento (settimanale, mensile, annuale, ecc.).
Questi due indicatori hanno origine da uno dei più importanti modelli della finanza moderna, il Capital Asset Pricing Model (CAPM) per cui William Sharpe prese il Premio Nobel nel 1990. Questo modello ipotizza che il rendimento d'ogni attività finanziaria dipenda linearmente da due parametri: il coefficiente Beta che lo lega al rendimento del mercato di riferimento ed il coefficiente Alfa che è indipendente da esso.
Secondo il CAPM il rendimento Y d'un fondo è quindi legato, a posteriori, al rendimento del suo mercato di riferimento X dalla seguente relazione:
Y = Alfa + Beta x X
dove:
Y = rendimento del dell'attività finanziaria (azione, fondo, ecc.);
X = rendimento del mercato di riferimento (benchmark);
Beta = elasticità (reattività) di Y rispetto ad X;
Alfa = rendimento della attività finanziaria indipendente dal rendimento del mercato. Nel caso che l'attività finanziaria sia un fondo, Alfa indica le capacità del gestore di fare stock picking (selezione di azioni) o market timing (entrare ed uscire dal mercato) in maniera efficace.
Per riassumere, la formula implica che:
-	il rendimento del fondo dipende dai suoi parametri Alfa e Beta che, a loro volta, dipendono dai parametri Alfa e Beta dei titoli in cui i fondi sono investiti e dai costi caricati sul fondo che riducono il valore netto di Alfa;
-	Alfa positivo indica capacità di selezionare titoli sottovalutati in relazione al loro rischio, Beta indica la reattività dei fondi (e delle singole azioni) al mercato. Un fondo con Alfa positivo si rivaluta anche se il mercato non sale. Un fondo con Beta = 1,5 si rivaluta del 15% se il mercato sale del 10% e viceversa;
-	tra due fondi con uguali rendimenti Y, è preferibile quello con Alfa più elevato e Beta più ridotto.
Attenzione: Alfa e Beta non sono stabili nel tempo per le singole azioni e quindi non lo sono neanche per i fondi (eccezion fatta per i fondi indicizzati) anche se esistono alcune regole generali ed abbastanza stabili che legano i valori dei Beta dei titoli ai settori d'appartenenza delle società. Tuttavia, per semplicità noi ipotizzeremo una sostanziale stabilità di tali parametri, almeno per periodi brevi di tempo (2-3 anni).
Un breve esempio numerico può far comprendere perché questi due parametri siano essenziali per valutare la qualità dei risultati conseguiti dai fondi comuni.
Ipotizziamo che negli ultimi 3 anni quattro diversi fondi azionari abbiano realizzato una medesima performance del 25% contro il 20% del loro comune benchmark. Possono essersi verificate diverse situazioni di attribuzione delle performance ai fattori Alfa e Beta:
{\displaystyle Y=\alpha +\beta \cdot X}
25% = 5% + 1,00 x 20%
25% = 7% + 0,90 x 20%
25% = 0% + 1,25 x 20%
25% = -5% + 1,50 x 20%
La seconda ipotesi è quella preferibile, la quarta ipotesi è quella più speculativa. In altri termini, le performance assolute dei fondi non dicono tutto, soprattutto non dicono come essere scomposte ed attribuite ai due fattori fondamentali che le compongono: la capacità dei gestori di selezionare le azioni migliori ed il loro orientamento speculativo. Per capire la differenza, simulate che il mercato sia, invece, sceso del 20%!
Ipotizziamo, quindi, che i quattro diversi fondi avessero dovuto in realtà fronteggiare un calo (e non un incremento) del 20% del loro comune benchmark. Ecco la stima delle loro performance Y:
Y = Alfa + Beta x X
-15% = 5% + 1,00 x -20%
-11% = 7% + 0,90 x -20%
-30% = 0% + 1,25 x -20%
-35% = -5% + 1,50 x -20%
Le performance sarebbero state chiaramente assai diverse. Questo esempio dimostra come non sia assolutamente sufficiente confrontare semplicemente le performance assolute di fondi diversi per poterli valutare adeguatamente ma sia necessario comprendere come i diversi gestori siano pervenuti a tali performance perché il 'come' può svelare una differenza sostanziale di qualità.
In conclusione: investire in fondi con Alfa positivi significa scommettere sulla persistenza delle capacità professionali dei gestori, investire in fondi con Beta maggiori di 1 significa scommettere semplicemente sulla crescita dei mercati azionari. La differenza non è irrilevante. Ma quasi mai viene spiegata ai risparmiatori.

## Il Regime fiscale
La normativa riguardante i fondi e le Sicav ammessi alla commercializzazione in Italia distingue due tipi di trattamento fiscale per i soggetti di diritto italiano e per quelli di diritto estero.
Fino al 30 giugno 2011, I fondi di diritto italiano, sia armonizzati che non armonizzati UE, non sono soggetti all'imposta sui redditi ma sono soggetti a una ritenuta d'imposta del 20%, calcolata sulla differenza tra valore iniziale e valore finale degli investimenti effettuati nel corso dell'anno. Il risultato di gestione si determina sottraendo dal valore del patrimonio netto del fondo alla fine dell'anno, al lordo dell'imposta sostitutiva accantonata, aumentato dei rimborsi e dei proventi eventualmente distribuiti nell'anno e diminuito delle sottoscrizioni effettuate nell'anno, il valore del patrimonio netto del fondo all'inizio dell'anno e i proventi derivanti dalla partecipazione a organismi di investimento collettivo del risparmio soggetti ad imposta sostitutiva, nonché i proventi esenti e quelli soggetti a ritenuta a titolo d'imposta. Una volta individuata la base imponibile, attraverso la differenza tra i componenti positivi e negativi, infatti, la società di gestione dovrà imputare l'imposta dovuta nell'apposita voce del passivo e determinare il nuovo valore del patrimonio netto. Tale valore dovrà essere diviso per il numero delle quote in circolazione al fine di giungere al valore della quota che deve essere utilizzato per regolare le operazioni di sottoscrizione e di rimborso. Il risultato negativo della gestione di un periodo di imposta, risultante dalla relativa dichiarazione, può esser computato in diminuzione dal risultato della gestione dei periodi successivi, per l'intero importo che trova in essi capienza, o utilizzato, in tutto o in parte, dalla società di gestione del risparmio in diminuzione del risultato di gestione di altri fondi da essa gestiti, a partire dal medesimo periodo d'imposta in cui è maturato il risultato negativo, riconoscendo il relativo importo a favore del fondo che ha maturato il risultato negativo. In questo caso, la società di gestione funge da "cassa di compensazione" per determinare il complessivo versamento dovuto da tutti i fondi gestiti.
Il sottoscrittore è quindi esentato dalla dichiarazione ai fini fiscali di eventuali guadagni ottenuti, perché l'imposta è stata già pagata in via sostitutiva dalla società di gestione.
Diversa è la disciplina per i fondi e le Sicav di diritto estero, con la duplice distinzione tra armonizzati e non armonizzati.
Esaminiamoli con ordine.
I proventi degli OICR (organismi di investimento collettivo del risparmio) situati in altri Stati membri dell'Unione e conformi alle direttive comunitarie sono tassati nella misura del 20% all'atto della effettiva realizzazione (competenza per cassa), vale a dire quando vengono liquidate le quote o quando il fondo distribuisce i proventi.
La base imponibile è costituita dall'incremento del valore delle quote nel periodo tra l'acquisto e la vendita. Se le quote sono espresse in valuta estera, l'aliquota del 20% viene applicata anche sull'eventuale plusvalenza sul cambio.
Come per i fondi italiani, anche per i fondi esteri l'imposta è applicata in via sostitutiva dalla banca corrispondente del fondo e pertanto i proventi non devono essere inseriti dal sottoscrittore nella dichiarazione dei redditi. Il punto più importante, ma anche più controverso, riguarda la disparità di trattamento fiscale che pone i fondi italiani in una posizione di svantaggio rispetto a quelli esteri. Infatti, la tassazione per competenza colpisce le plusvalenze "maturate" ma non ancora incassate, mentre quella per cassa scatta solo nel momento in cui il sottoscrittore riscuote la plusvalenza (o il provento se è un fondo a distribuzione), con un differenziale di guadagno in termini di interessi sul pagamento delle imposte.
Il 1º gennaio 2001 è entrato in vigore l'equalizzatore, con l'intento di equiparare fiscalmente i fondi di diritto estero con quelli italiani.
Tuttavia, questo coefficiente di rettifica è stato presto soppresso da una decisione del Governo di metà settembre con validità a partire dal 3 agosto 2001. La questione della disparità fiscale tra i prodotti di diritto estero di diritto italiano, è dunque ancora irrisolta.
Anche per i fondi e le Sicav estere non armonizzati UE, come per gli armonizzati, il regime fiscale prevede la tassazione per cassa e non per competenza. L'unica differenza consiste nel fatto che l'imposta versata dalla banca corrispondente è a titolo d'acconto e non sostitutiva. Spetterà successivamente al sottoscrittore in sede di dichiarazione dei redditi indicare l'importo dei proventi ottenuti e dell'acconto pagato.
Il 1º luglio del 2011 è entrato in vigore un nuovo regime di tassazione per i fondi comuni (e Sicav) aperti di diritto italiano e per i fondi comuni (e Sicav) cosiddetti "lussemburghesi storici", in seguito a quanto previsto dal D.L. 29 dicembre 2010, n. 225 come convertito dalla Legge 26 febbraio 2011, n. 10.
Questa riforma parifica il trattamento fiscale dei fondi italiani e lussemburghesi storici a quello già applicato per gli OICR di diritto estero, spostando l'applicazione dell'imposizione dall'attuale tassazione sull'oggetto dell'investimento – in particolare, il risultato maturato annuale di gestione del fondo stesso, soggetto all'imposta sostitutiva del 20% - verso il momento di percezione del reddito da parte dell'investitore, con la ritenuta del 20%, a titolo di imposta o di acconto a seconda delle caratteristiche soggettive di quest'ultimo (passando da un regime di tassazione per "maturazione" ad uno "di cassa").